# Йенсен, Иоган
Иога́н Ви́ллем Лю́двиг Вальдема́р Йе́нсен (Енсен, 8 мая 1859 года, Наксков — 5 марта 1925) — датский математик и инженер; президент Датского математического общества с 1892 по 1903 годы. Наиболее известен благодаря доказанному им неравенству, названному его именем. Кроме того, в 1915 году установил формулу Йенсена — важное соотношение комплексного анализа.
Родился в датском Накскове, но провёл большую часть детства на севере Швеции, где его отец получил работу. Затем семья вернулась в Данию, и в 1876 году Йенсен поступил в Копенгагенский технологический колледж. Первую научную статью написал во время учёбы, однако в колледже преподавалась математика только на базовом уровне, и в основном занимался самообразованием. С 1881 года по 1924 год работал в Копенгагенской телефонной компании, в 1890 году получив должность главы технического отдела; никогда не имел академических должностей, а математикой занимался в свободное время.